# 三並恒功
三並 恒功（みなみ つねよし、1968年2月13日 - ）は、東京都出身の実業家。株式会社PBM代表取締役Producer。
祖父は自動電気炊飯器発明者の三並義忠。

## 人物
駒澤大学卒業後、凸版印刷株式会社に入社。
写真集「Santa Fe」やGQジャパンなど、雑誌や写真集の制作を数多く担当する中、「通販生活」でもおなじみの「ピカイチ事典」を流通改革を含め提案し250万部のミリオンヒットを生み出す企画制作の原動力となる一員として活動するなど、その時々で確実にヒットを飛ばす。
カセットコンロのカセットフーでおなじみ岩谷産業のハウスエージェンシーの株式会社アイ・プロモーションに入社。
イワタニグループ全体のブランディングや広報、及びプロモーション全般を請け負うプロデューサーとして活動。

## 来歴
2005年2月に株式会社PBMを設立。 
ユナイテッドアローズのイメージ映像及びパンフレットなどのクリエイティブディレクションを始め、女子高生など若年層に人気の109ブランド「Me Jane」や「Mars」のイメージプロデュースを行い、ギャルブームの火付け役ともなるブランドのプロデューサー兼クリエイティブディレクター。
WEBの分野でも、ECサイト「快適ねこ生活」「快適いぬ生活」のブランドプロデュースを行い、人気のある犬・猫系のグッズ及びフードの販売サイトへと成長させるなど、活躍の場は企業ブランドプロデュースを始め、俳優やミュージシャンに携わる商品クリエイティブディレクション、さらには店舗設計・デザインや商品開発など多岐にわたり、イメージ映像などの広告全般、カタログ、ポスター等のプロモーション企画・制作までトータル的にブランドプロデュースを行う。
現在は、企業のブランドイメージのプロデュースを数多く行い、各方面でブランドプロデュース論について講演などを行っている。
自身の経験を踏まえた自己プロデュース論セミナー（タイトル・なりたい自分の見つけ方セミナー）では、中高生が抱える将来への不安や葛藤などを解決する道しるべとして核心に迫りつつも、それぞれの世代にあわせた内容と演出であると言われている。

## 実績
クリエイティブディレクション・プロデュース
麻生専門学校グループ/太陽有限責任監査法人/UNITED ARROWS/Me Jane/佐藤 健/ポルノグラフィティ/Begin など

なりたい自分の見つけ方セミナー
東福岡高等学校/博多女子高等学校/純真高等学校/沖学園高等学校/精華女子高等学校/長崎女子商業高校/鹿屋女子高等学校 他多数

その他セミナー
福岡大学/福岡女子商業高校/鳥栖商業高校/佐賀学園高等学校/佐賀商業高校/河原学園 他多数